# Kembar
Kembar je dlouhodobě nečinná štítová sopka na severu indonéského ostrova Sumatra. Leží v místě křížení dvou zlomových systémů. Kdy došlo k poslední erupci, není známo. Jediným projevem aktivity jsou fumaroly a termální prameny, nacházející se na vícero lokalitách na úbočí hory.